# Kepler-7
Kepler-7 ist ein Stern vom späten F- oder frühen G-Typ, der von einem Exoplaneten mit der Bezeichnung Kepler-7b begleitet wird. Der Stern scheint nahe dem Ende seiner Lebensdauer auf der Hauptreihe zu sein; bei einer Masse von ca. 1,3 Sonnenmassen hat sich sein Radius auf 1,8 Sonnenradien ausgedehnt.

## Exoplanet
Der Exoplanet Kepler-7b wurde mit Hilfe des Kepler-Weltraumteleskops der NASA entdeckt und hat eine Umlaufdauer von 4,886 Tagen. Die Entdeckung wurde vom Leiter des Programms, William Borucki am 4. Januar 2010 beim Jahrestreffen der American Astronomical Society in Washington verkündet. Eine Besonderheit des Exoplaneten ist seine ungewöhnlich geringe Dichte von 0,17 Gramm je Kubikzentimeter (zum Vergleich: Die Erde hat mit 5,515 g/cm³ eine über 30 Mal höhere Dichte; der Exoplanet weist bei einer Masse von etwa 0,4 Jupitermassen einen Radius von ca. 1,5 Jupiterradien auf).